# Leo von dem Knesebeck
Leo Wilhelm Robert Karl von dem Knesebeck (* 21. Juni 1808 in Neuruppin; † 6. Mai 1883 in Jühnsdorf bei Mahlow, Kreis Teltow) war ein preußischer Rittergutsbesitzer, Domherr zu Brandenburg und von 1851 bis 1862 Landrat des Landkreises Teltow.

## Leben

### Herkunft und Familie
Leo entstammt dem Adelsgeschlecht derer von dem Knesebeck. Seine Eltern waren Wilhelm Friedrich Ludwig von dem Knesebeck (1775–1860) und Johanne, geb. von Bredow (1776–1856), sein Onkel war der preußische Generalfeldmarschall Karl Friedrich von dem Knesebeck (1768–1848). Am 14. Oktober 1834 heiratete er in Garz Marianne von Quast (1816–1887), Tochter des Wirklichen Geheimen Staatsrats und Rittergutsbesitzers Leopold von Quast (1765–1842). Das Paar hatte drei Töchter und vier Söhne, darunter Marianne, die mit Ernst von Gayl eine Familie gründete, Friedrich von dem Knesebeck (* 1838), Walther von dem Knesebeck (1852–1911) und Editha von dem Knesebeck (* 1855).

### Werdegang
Leo von dem Knesebeck diente im 1. Garderegiment in Potsdam und brachte es bis zum Major. Von 1850 bis 1852 gehörte er der Ersten Kammer des Preußischen Landtags an. 1851 wurde er Landrat des Kreises Teltow. In seiner Amtszeit regte er die Herausgabe des Teltower Kreisblatts an, ebenso gehen der Bau mehrerer Chausseen im Landkreis Teltow und die Gründung der Teltower Kreissparkasse auf ihn zurück. Er zeigte Einfühlungsvermögen gegenüber der Bevölkerung, die sich beklagte, dass die Holzverteilung ungerecht ablaufe. Es wird sogar berichtet, er habe durch offene Sympathie für die Ideale der Revolution von 1848 die Toleranzgrenze der preußischen Monarchie überschritten. 1862 schied Knesebeck aus seinem Amt als Landrat des Kreises Teltow aus. Nachfolger wurde sein Schwiegersohn Ernst von Gayl. Leo von dem Knesebeck konzentrierte sich fortan auf die Bewirtschaftung seines Gutes Jühnsdorf, das sich seit 1823 in Familienbesitz befand. Er blieb allerdings daneben politisch aktiv: Von 1852 bis 1858 sowie von 1866 bis 1873 war er Mitglied des Preußischen Abgeordnetenhauses. Nach dem erstmals publizierten Generaladressbuch der Rittergutsbesitzer umfasst sein Besitz 773 ha.
Knesebeck wirkte zudem als Domherr in Brandenburg an der Havel und von 1865 bis 1883 Kurator der dortigen Ritterakademie, wo sein Sohn und ein Enkel später zur Schule gingen. 1854 wurde Knesebeck Rechtsritter des Johanniterordens, gehörte der Brandenburgischen Provinzialgenossenschaft an. Jühnsdorf übernahm später sein Sohn Walther, königlich preußischer Rittmeister.

## Ehrungen
In Berlin-Zehlendorf und in -Lichterfelde ist jeweils eine Straße nach Leo von dem Knesebeck benannt. Zudem trägt die Knesebeckbrücke zwischen Berlin-Zehlendorf und Teltow seinen Namen. Angeregt durch seine Familie wurde 2007 Knesebeck zu Ehren eine Bronzetafel an der Brücke enthüllt.